# Companyia del Nord-oest
La Companyia del Nord-oest (en anglès North West Company, en francès Compagnie du Nord-Ouest) va ser una empresa comercial, fundada a Mont-real el 1779, que es dedicava al comerç de pells i que va existir fins al 1821. La seu principal es trobava a Mont-real i el seu àmbit d'actuació era l'oest canadenc. La competència creixent amb la Companyia de la Badia de Hudson, fundada un segle abans, va fer créixer les tensions entre les dues companyies, amenaçant de convertir-se en conflictes greus. La solució que es va trobar va ser una forçada fusió entre ambdues entitats el 1821.